# The Confession (album)
Pour les articles homonymes, voir The Confession.
Albums de Theo Hakola
Hunger of a Thin Man
(1993) Overflow
(1997)
The Confession est le deuxième album solo du chanteur et musicien Theo Hakola publié le 30 octobre 1995 sur le label Bondage Records.

## Liste des titres de l'album
1. Jim Morrison Might Have
2. Hook, Line and Green-Eyed Belle
3. Corinne Corinne
4. Smoke and Honey
5. Quand on est riche
6. Prière profane
7. Résumé
8. Nowhere
9. La Boussole
10. Canto Madrileño
11. The Confession
12. La Complainte du vilain

## Musiciens ayant participé à l'album
- Theo Hakola - chant, guitare, piano, harmonica, dulcimer...
- Bénédicte Villain - violon, accordéon
- Pascal Humbert - basse
- David Strayer - batterie
- Helen Henderson - chœurs (1, 7)
- Claire Diterzi - chœurs (3, 9, 10)
- Adam Goldberg - chœurs (8)
- Charley Baldonado - chœurs (8)
- Antonie Bergmeier - chœurs (5, 8)
- Jean-Charles Versari - chœurs (5)
- Patrick Lepenru - cornemuse (9, 11) tin whistle (7)
- Matthieu Texier - chœurs (5) guitare espagnole (10)
- Benoît Narcy - chœurs (5), trombone (6)
- James Brenner - basse acoustique (9)